# Lunania elongata
Lunania elongata é uma espécie de planta da classe Magnoliopsida na família Salicaceae. Ela pode ser encontrada principalmente no Maciço Guamuhaya, província de Sancti Spiritus, sendo endémica de Cuba. Ela encontra-se ameaçada por perda de habitat.
É um raro arbusto ou uma pequena árvore, e está confinada à floresta montana.